# Otomyinae
Otomyinae — підродина гризунів родини мишевих (Muridae). Otomyinae поширені  на південь від Сахари. Тіло кремезне, голова кругла, схожий на щура, хвіст покритий волоссям і як правило, коротший, ніж голова і тіло.

## Роди
- Otomys (F. Cuvier, 1824)
- Parotomys (Thomas, 1918)
- Myotomys (Thomas, 1918)

## Ресурси Інтернету
- Don E. Wilson & DeeAnn M. Reeder (editors). 2005. Mammal Species of the World. A Taxonomic and Geographic Reference (3rd ed) [Архівовано 29 жовтня 2013 у Wayback Machine.]